# Brandt Clarke
Brandt Clarke (né le 9 février 2003 à Nepean, dans la province de l'Ontario au Canada) est un joueur canadien de hockey sur glace. Il évolue à la position de défenseur. Son frère, Graeme Clarke, est lui aussi un joueur de hockey sur glace.

## Biographie

### En club
Clarke apprend à jouer au hockey dans sa ville natale de Nepean, avec les Raiders. Lors de la saison 2016-2017, il rejoint l'équipe des Flyers de Don Mills qui compte sur de nombreux talents, dont Brennan Othmann et Shane Wright. Lors de sa dernière saison, il inscrit 113 points.
Choisi au quatrième rang du repêchage de la Ligue de hockey de l'Ontario par les Colts de Barrie, il signe son contrat junior avec l'équipe le 15 mai 2019. 
Lors de sa première saison dans la LHO, il inscrit 32 aides, le plus haut total pour une recrue et est sélectionné dans l'équipe étoile des recrues de la ligue. La saison suivante, la LHO n'opère pas à cause de la pandémie de Covid-19. Il rejoint donc son frère en Europe avec le HC Nové Zámky en Slovaquie.
En prévision du repêchage de 2021, la centrale de recrutement de la LNH le classe au septième rang des espoirs nord-américains chez les patineurs. Il est finalement sélectionné au 8e rang par les Kings de Los Angeles. Il signe son contrat d'entrée d'une durée de trois ans avec l'équipe le 11 août 2021.

### En équipe nationale
Clarke représente le Canada au niveau international. Il remporte le championnat du monde des moins de 18 ans en 2021.

## Statistiques

### En club
| Saison     | Équipe                      | Ligue          |    | Saison régulière | Saison régulière | Saison régulière | Saison régulière | Saison régulière |   | Séries éliminatoires | Séries éliminatoires | Séries éliminatoires | Séries éliminatoires | Séries éliminatoires |
| Saison     | Équipe                      | Ligue          | PJ | B                | A                | Pts              | Pun              | PJ               | B | A                    | Pts                  | Pun                  |                      |                      |
| 2014-2015  | Raiders de Nepean U14 AAA   | HEO U14        | 1  | 1                | 0                | 1                | 0                |                  |   |                      |                      |                      |                      |                      |
| 2015-2016  | Senators d'Ottawa U14 AAA   | HEO U14        | 3  | 0                | 0                | 0                | 6                | 1                | 0 | 0                    | 0                    | 0                    |                      |                      |
| 2016-2017  | Flyers de Don Mills U15 AAA | GTHL U15       | -  | -                | -                | -                | -                |                  |   |                      |                      |                      |                      |                      |
| 2017-2018  | Flyers de Don Mills U15 AAA | GTHL U15       | -  | -                | -                | -                | -                |                  |   |                      |                      |                      |                      |                      |
| 2018-2019  | Flyers de Don Mills U16 AAA | GTHL U16       | 33 | 19               | 35               | 54               | 22               |                  |   |                      |                      |                      |                      |                      |
| 2018-2019  | Flyers de Don Mills U16 AAA | U16 AAA        | 73 | 35               | 78               | 113              | 40               |                  |   |                      |                      |                      |                      |                      |
| 2019-2020  | Colts de Barrie             | LHO            | 57 | 6                | 32               | 38               | 38               | -                | - | -                    | -                    | -                    |                      |                      |
| 2020-2021  | HC Nové Zámky               | Extraliga Slo. | 26 | 5                | 10               | 15               | 41               | -                | - | -                    | -                    | -                    |                      |                      |
| 2021-2022  | Colts de Barrie             | LHO            | 55 | 11               | 48               | 59               | 29               | -                | - | -                    | -                    | -                    |                      |                      |
| 2022-2023  | Kings de Los Angeles        | LNH            | 9  | 0                | 2                | 2                | 6                | -                | - | -                    | -                    | -                    |                      |                      |
| 2022-2023  | Reign d'Ontario             | LAH            | 5  | 1                | 1                | 2                | 2                | -                | - | -                    | -                    | -                    |                      |                      |
| 2022-2023  | Colts de Barrie             | LHO            | 31 | 23               | 38               | 61               | 28               | 12               | 7 | 16                   | 23                   | 13                   |                      |                      |
| 2023-2024  | Kings de Los Angeles        | LNH            | 16 | 2                | 4                | 6                | 10               | -                | - | -                    | -                    | -                    |                      |                      |
| 2023-2024  | Reign d’Ontario             | LAH            | 50 | 10               | 36               | 46               | 49               | 8                | 0 | 6                    | 6                    | 20                   |                      |                      |
| Totaux LNH | Totaux LNH                  | Totaux LNH     | 25 | 2                | 6                | 8                | 16               | -                | - | -                    | -                    | -                    |                      |                      |

### En équipe nationale
| Année | Équipe                | Compétition              |   | PJ | B | A | Pts | Pun           |  | Résultat |
| 2019  | Canada Black - 17 ans | Défi mondial U17         | 5 | 1  | 5 | 6 | 2   | 4e place      |  |          |
| 2021  | Canada - 18 ans       | Championnat du monde U18 | 7 | 2  | 5 | 7 | 0   | Médaille d'or |  |          |